# 岐阜・愛知方言
岐阜・愛知方言（ぎふ・あいちほうげん）は、方言区画論で用いられる区分で、岐阜県と愛知県で話される日本語の方言の総称である。ギア方言（ギアほうげん）ともいう。

## 概要
本方言は、東海東山方言の一つと目され、東日本方言と西日本方言の要素が折衷し、どちらに含めるかは学者により見解が異なる。全体的な特徴としては概ね西日本全体と共通する部分が多く見出せるとされるが、しかし
長野・山梨・静岡方言（ナヤシ方言）とは連続しており、愛知県東部の東三河と静岡県遠州、長野県南信の間に画然たる境界を見出すことは難しい。アクセント体系もほぼ全域で東京式アクセントであり、体系で見た場合も長野・山梨・静岡側より近畿方言との差異の方がはっきりしているとされるが、しかしアクセント体系は、中国地方を中心とした地域で再び東京式となるなどの問題もある。東条操を中心とした従来の区画論では、どのような手続きで区画を立てるかによって、東西の所属が異なってきたのではないかとの見解もある。
その後の論では、平山輝男や藤原与一は、岐阜県や愛知県では元来東日本方言的なものが根強かったものの上に、西日本方言的な特徴が覆い被さってきている状態ではないかと見ており、岐阜・愛知方言を東日本方言と見る説を唱える。
一方で、金田一春彦、楳垣実などは、西日本方言の中心を近畿方言と見るなら、岐阜・愛知方言は中国方言などとともにその周辺部にあたるとし、岐阜・愛知方言を西日本方言の一種と見る説を唱える。楳垣によれば、近畿地方を中心とした地域では甲種アクセントを用いるなど西日本の古いアクセントが保存されているが、その周辺部ではかつて現在よりも広く分布していたと思われる裏日本方言との接触により音韻やアクセントが変化を起こし、乙種アクセントとなっているという。現在も岐阜・愛知方言では音韻・アクセントはほぼ均質であり、長野・静岡・山梨方言や西関東方言まで連続するところが大きい。
もっともより細かく見れば岐阜県西縁では京阪式、垂井式の地域も見られる。一般に西に行けば行くほど近畿方言（関西弁）的、東に行けば行くほど長野・山梨・静岡方言的色彩が強まる傾向があるが、このように隣接地同士の比較で見た場合、多くの学説では長野、静岡側との共通性が指摘される場合が多い。

## 下位区分
- 美濃方言
  - 東濃方言
  - 東濃南部方言
  - 西濃方言
  - 美濃西縁方言
- 飛騨方言
  - 郡上弁
  - 北飛騨方言
  - 南飛騨方言
- 尾張方言
  - 名古屋方言
  - 知多方言
- 三河方言
  - 西三河方言
  - 東三河方言

## アクセント
アクセント体系は、ほぼ全地域が東京式アクセントに属す。西部の飛騨、美濃（西縁と南東部除く）、尾張（知多除く）は内輪東京式に分類され、東部の美濃南東部と知多と西三河は中輪東京式、東三河では外輪東京式が使用される。西縁には垂井式アクセントや京阪式アクセントが分布する。飛騨では北陸方言等にみられる間投イントネーションが用いられる。

## 文法

### 東西の要素
文法は西日本方言の特徴を多く持ちながら、なお東日本方言的特徴をも合わせ持っており、長野・山梨・静岡方言に近づくにつれ、東日本方言的特徴は増加する。
全域で見られる西日本方言の特徴として、
- 否定「ん」
- 能力不可能「よう…ん」を用いる(東三河の豊橋などでは能力不可能と状況不可能の区別による使い分けは曖昧であるという[4]。また九州では「よう…ん」を使わない地域も多い)
- 存在動詞「おる」
- 命令「よ」
- サ行イ音便

などがあり、西日本のみに分布すると言われる伝聞「げな」もだいたいの地域で用いられる。
ほぼ全域で用いられる東日本方言の特徴としては、
- ワ行五段動詞連用形の促音便

が挙げられる。
地域差のみられるものとしては、形容詞連用形のウ音便は西三河（矢作川）以西でみられ（例：高くなる→たこーなる、たかなる）、東三河では東日本方言的なク接続である。また東日本で過去の回想を表す「…たっけ」「…たった」類も東三河のみ長野・静岡・山梨方言に引き続き用いられるが、西三河以西にはない。断定の「じゃ・や」は愛知県の北西部から岐阜県（南東部除く）にみられ、その他の地域では東日本方言的な「だ」を用いる。岐阜県飛騨・東濃ではアスペクトの区別がある。

### 推量・意志・勧誘・理由
推量は三河・東濃を除き「…だろう」「…やろう」を用いる。（「雨だろう」「雨やろう」）。これは「…であらむ」が変化したものであり、西日本方言と共通する。三河方言では「…だらぁ」を用いる（「雨だらぁ」）。これは「…であらむず」に由来するか「…であらむ」に由来するかで議論がある。「…だらぁ」は静岡県、長野県南部でも用いられる。また岐阜東濃では「…やらぁ」や「…やらず」を用いる。後者は長野県北信の「…だらず」と同じく「…であらむず」が変化したものである。東三河ではナヤシ方言に特徴的な「…ずらぁ」「…らぁ」も使用される。
意志は三河方言を除き「…う」が用いられる。（「行こう」と思う）。これは「…む」が変化したものであり西日本方言と共通する。三河では「…あ」を用い（「行かあ」）、「…むず」に由来するか「…む」に由来するかの議論がある。前者であれば、ナヤシ方言と共通することになる。他に岐阜県には「…し」（「行かし」）という用法があり、ナヤシ方言でみられる「…す」「…ず」（「…むず」の変形）と同系とみられる。
勧誘は「…まい（か）」を用いる。接続形は、尾張では「未然形＋よう/う+まい」から「う」を抜いた形、三河では「未然形＋まい」。すなわち「行こう」はそれぞれ「いこまい」、「いかまい」、「食べよう」はそれぞれ「たべよまい」、「たべまい」となる。
理由（共通語の「…から」に該当）は全域で「…で」または「…もんで」が用いられる。

### 能力不可と状況不可
岐阜・愛知方言には西日本方言同様、能力不可能と状況不可能の使い分けがある。
- 「（英語の本は）よう読まん」：（能力的に）読むことができない
- 「（部屋が暗くて）読めん」：（状況的に）読むことができない